# Bulla occidentalis
Bulla occidentalis is een slakkensoort uit de familie van de Bullidae. De wetenschappelijke naam van de soort is voor het eerst geldig gepubliceerd in 1850 door A. Adams.